# Голубець Володимир Михайлович
Володимир Михайлович Голубець (нар. 17 серпня 1940, смт Великий Любінь Городоцького району Львівської області) — завідувач кафедри технології матеріалів та інженерної графіки Національного лісотехнічного університету України, доктор технічних наук, професор.

## Біографія
Народився 17 серпня 1940 року в смт Великий Любінь Городоцького району Львівської області. У 1961 р. здобув вищу освіту, закінчивши Львівський сільськогосподарський інститут (тепер — Львівський національний аграрний університет). Спеціальність за дипломом — «Механізація процесів сільськогосподарського виробництва», кваліфікація — «Інженер-механік».
Доктор технічних наук з вересня 1986 р. за спеціальністю 05.02.01 — матеріалознавство в машинобудуванні. Дисертаційна робота захищена 1986 р. в Інституті проблем матеріалознавства імені І. М. Францевича НАН України (м. Київ). Вчене звання професора присвоєно в 1991 р. по кафедрі технології матеріалів та інженерної графіки у Львівському лісотехнічному інституті (тепер — Національний лісотехнічний університет України, м. Львів).
З 1961 по 1964 рр. Голубець В. М. працював на виробництві. Викладацьку кар'єру розпочав у 1964 р. спочатку аспірантом, а згодом асистентом кафедри автомобілів у Львівському політехнічному інституті. З 1970 по 1993 рр. працював у Фізико-механічному інституті АН УРСР на інженерних, наукових та керівних посадах.
У 1990 р. розпочав викладацьку роботу в Львівському лісотехнічному інституті — спочатку професором кафедри технології матеріалів та інженерної графіки, потім — завідувачем кафедри технології матеріалів та інженерної графіки (до цього часу — 2013 р.). В 1996—2000 рр. — декан технологічного факультету.

## Наукова та педагогічна діяльність
Основний напрям наукової діяльності професора Голубця В. М. — фундаментальні і прикладні розробки в галузі матеріалознавства, технології матеріалів, тертя та зношування матеріалів; вивчення закономірностей руйнування металів і сплавів при різних видах контактного навантаження і дії робочих середовищ; створення нових технологічних процесів, устаткування та інструменту для шліфування деревини і деревних матеріалів.
Окремі розробки захищені 37 авторськими свідоцтвами і патентами на винаходи.
За роки науково-педагогічної діяльності професор Голубець В. М. як в Україні, так ї за її межами видав понад 260 наукових, науково-популярних та навчально-методичних праць. Серед них 9 монографій та 4 навчальних посібники:
- Голубец В. М., Пашечко М. И. Износостойкие покрытия из эвтектики на основе системы Fe-Mn-C-B. — К.: Наук. думка, 1989.-160 с.
- Голубец В. М. Долговечность эвтектических покрытий в коррозионных средах. — К.: Наук. думка, 1990. — 118 с.
- Пашечко М. П., Голубец В. М., Чернец М. В. Формирование и фрикционная стойкость эвтектических покрытий. — К.: Наук. думка, 1993. — 344 с.
- Голубець В. М., Гасій О. Б., Щуйко Я. В. Захисні властивості і зносостійкість вакуумних іонно-плазмових покриттів. — Львів: Логос, 2008. — 104 с.
- Голубець В. М. Електротехнічні матеріали: Навчальний посібник. -К: ІЗМН, 1997. — 132 с.
- Голубець В. М. Технологічні методи поверхневого зміцнення металічних конструкційних матеріалів: Навч. посібник. — Львів: ВТФ «Друк-сервіс», 2000. — 178 с.
- Попович В. В., Голубець В. М. Технологія конструкційних матеріалів і матеріалознавство: Навч. посібник. Книга 2. — Суми: ВТД «Університетська книга», 2002. — 260 с.

Підготовку фахівців здійснює за напрямками — «Лісозаготівля»; «Деревооброблювальні технології»; «Інженерна механіка».
Професор Голубець В. М. викладає навчальні дисципліни — «Матеріалознавство», «Технологія конструкційних матеріалів» за освітньо-кваліфікаційним рівнем «Бакалавр». Загальний науково-педагогічний стаж роботи становить 48 років.
Під керівництвом професора Голубця В. М. успішно захищено 2 докторські та 10 кандидатських дисертацій.

## Відзнаки та нагороди
Професор Голубець В. М. — Заслужений діяч науки і техніки України (2005 р.); лауреат Державної премії України в галузі науки і техніки (1994 р.). Вчений удостоєний низки державних та галузевих відзнак. Серед них: Почесна грамота ВЦРПС (1979 р.), нагрудний знак «Изобретатель СССР» (1988 р.), Медаль «Ветеран праці» (1989 р.), знак Міністерства освіти і науки України «Відмінник освіти України» (2004 р.).